# Jay Vincent
Jay Fletcher Vincent (Kalamazoo, 10 giugno 1959) è un ex cestista statunitense, professionista nella NBA e in Italia.
È il fratello di Sam Vincent.

## Carriera
Venne selezionato dai Dallas Mavericks al secondo giro del Draft NBA 1981 (24ª scelta assoluta).
Fu protagonista del famoso episodio della pallacanestro italiana chiamato "Miracolo di Jay Vincent", avendo segnato il Buzzer beater il 27 settembre 1992 che, dopo un tempo supplementare, diede la vittoria allo scadere alla sua Auxilium Pallacanestro Torino contro la più titolata Pallacanestro Treviso in cui militavano campioni del calibro di Toni Kukoč e Stefano Rusconi.

## Statistiche

### NBA

#### Regular Season
| Anno      | Squadra            | PG  | PT  | MP   | TC%  | 3P%  | TL%  | RP  | AP  | PRP | SP  | PP   |
| --------- | ------------------ | --- | --- | ---- | ---- | ---- | ---- | --- | --- | --- | --- | ---- |
| 1981-1982 | Dallas Mavericks   | 81  | 62  | 32,4 | 49,7 | 25,0 | 71,6 | 7,0 | 2,2 | 1,1 | 0,3 | 21,4 |
| 1982-1983 | Dallas Mavericks   | 81  | 73  | 33,7 | 48,9 | 0,0  | 78,4 | 7,3 | 2,6 | 0,9 | 0,6 | 18,7 |
| 1983-1984 | Dallas Mavericks   | 61  | 5   | 23,3 | 43,5 | 0,0  | 78,1 | 4,0 | 1,9 | 0,5 | 0,2 | 11,0 |
| 1984-1985 | Dallas Mavericks   | 79  | 47  | 32,2 | 47,9 | 0,0  | 83,6 | 8,9 | 2,1 | 0,6 | 0,3 | 18,2 |
| 1985-1986 | Dallas Mavericks   | 80  | 3   | 24,9 | 48,1 | 0,0  | 81,0 | 4,6 | 2,3 | 0,8 | 0,3 | 13,8 |
| 1986-1987 | Washington Bullets | 51  | 17  | 27,2 | 44,7 | 0,0  | 76,9 | 4,1 | 1,7 | 0,8 | 0,3 | 13,3 |
| 1987-1988 | Denver Nuggets     | 73  | 8   | 24,0 | 46,6 | 25,0 | 80,5 | 4,2 | 2,0 | 0,6 | 0,4 | 15,4 |
| 1988-1989 | Denver Nuggets     | 5   | 1   | 19,0 | 34,2 | 50,0 | 55,6 | 3,6 | 1,0 | 0,2 | 0,2 | 6,4  |
| 1988-1989 | San Antonio Spurs  | 24  | 3   | 23,0 | 41,6 | 0,0  | 68,6 | 3,8 | 0,9 | 0,2 | 0,1 | 9,0  |
| 1989-1990 | Philadelphia 76ers | 17  | 5   | 15,2 | 42,9 | 100  | 89,2 | 2,1 | 0,5 | 0,6 | 0,1 | 7,3  |
| 1989-1990 | L.A. Lakers        | 24  | 1   | 8,3  | 52,6 | 0,0  | 66,7 | 1,1 | 0,4 | 0,3 | 0,1 | 3,8  |
| Carriera  | Carriera           | 576 | 225 | 27,0 | 47,4 | 14,8 | 78,4 | 5,5 | 2,0 | 0,7 | 0,3 | 15,2 |

#### Playoffs
| Anno     | Squadra            | PG | PT | MP   | TC%  | 3P% | TL%  | RP  | AP  | PRP | SP  | PP   |
| -------- | ------------------ | -- | -- | ---- | ---- | --- | ---- | --- | --- | --- | --- | ---- |
| 1984     | Dallas Mavericks   | 10 | -  | 35,3 | 38,7 | 0,0 | 90,3 | 7,0 | 1,9 | 0,7 | 0,1 | 15,2 |
| 1985     | Dallas Mavericks   | 4  | 2  | 33,5 | 35,7 | -   | 75,9 | 5,5 | 0,8 | 1,5 | 0,8 | 15,5 |
| 1986     | Dallas Mavericks   | 10 | 0  | 20,4 | 38,4 | -   | 88,2 | 3,9 | 1,5 | 0,4 | 0,1 | 10,6 |
| 1987     | Washington Bullets | 3  | 0  | 24,0 | 36,7 | -   | 88,9 | 3,0 | 1,0 | 0,7 | 0,0 | 10,0 |
| 1988     | Denver Nuggets     | 8  | 0  | 25,0 | 51,0 | 0,0 | 85,0 | 4,6 | 0,8 | 0,6 | 0,5 | 17,5 |
| 1990     | L.A. Lakers        | 3  | 0  | 2,7  | 0,0  | -   | -    | 0,0 | 0,0 | 0,0 | 0,0 | 0,0  |
| Carriera | Carriera           | 38 | 2  | 25,6 | 41,0 | 0,0 | 86,2 | 4,7 | 1,2 | 0,6 | 0,2 | 12,9 |

## Palmarès
- Campione NCAA (1979)
- NCAA AP All-America Third Team (1981)
- NBA All-Rookie First Team (1982)